# Джакфрут
Джакфрутът (Artocarpus heterophyllus) е вид хлебно дърво от семейство Черничеви (Moraceae). Произхожда от региона между Западни Гхати в Южна Индия и тропическите гори на Малайзия.

## Отглеждане
Дървото е подходящо за отглеждане в тропическите низини и се отглежда широко в тропическите региони на света.

## Описание
Джакфрутът дава най-големите плодове от всички дървета, достигайки до 55 кг тегло, 90 см дължина и 50 см в диаметър. Зряло дърво произвежда около 200 плода годишно, като по-старите дървета дават до 500 плода годишно. Джакфрутът има колективни плодове (плодни тела, образувани от купчина плодни цветове), съставени от стотици до хиляди отделни цветя, а месестите листенца на неузрелите плодове се ядат.

## Употреба
Джакфрутът се използва често в кухните на Южна и Югоизточна Азия. Консумират се както зрели, така и неузрели плодове. Джакфрутът е националният плод на Бангладеш и Шри Ланка и държавен плод на индийските щати Керала и Тамил Наду. Предлага се международно като консерви, замразени и охладени ястия, както и различни продукти, получени от плодовете, като юфка и чипс. Зрелият плод е сладък (в зависимост от сорта) и по-често се използва за десерти. Консервираният зелен джакфрут има мек вкус и подобна на месо консистенция, поради което се нарича „зеленчуково месо“.